# Teleolophus
Teleolophus és un gènere extint de mamífers perissodàctils de la família dels deperetèl·lids (o, segons altres classificacions, dels tapírids) que visqueren a Àsia des de l'Eocè inferior fins a l'Oligocè inferior, fa entre 27,3 i 56 milions d'anys. Se n'han trobat restes fòssils al Kazakhstan, el Kirguizstan, Mongòlia, el Pakistan i la Xina. Les espècies d'aquest grup es diferencien del desmatoteri, un altre tapiroïdeu primitiu, pel fet de tenir les corones de les dents més altes i afilades. Les dents molars recorden les de Deperetella, que en podria ser un descendent. El nom genèric Teleolophus significa ‘cresta completa’ o ‘cresta perfecta’.